# Петровичев, Пётр Иванович
Пётр Иванович Петровичев (6 [18] декабря 1874, Высоково, Ярославская губерния — 4 января 1947[…], Москва) — русский и советский художник-пейзажист.

## Биография

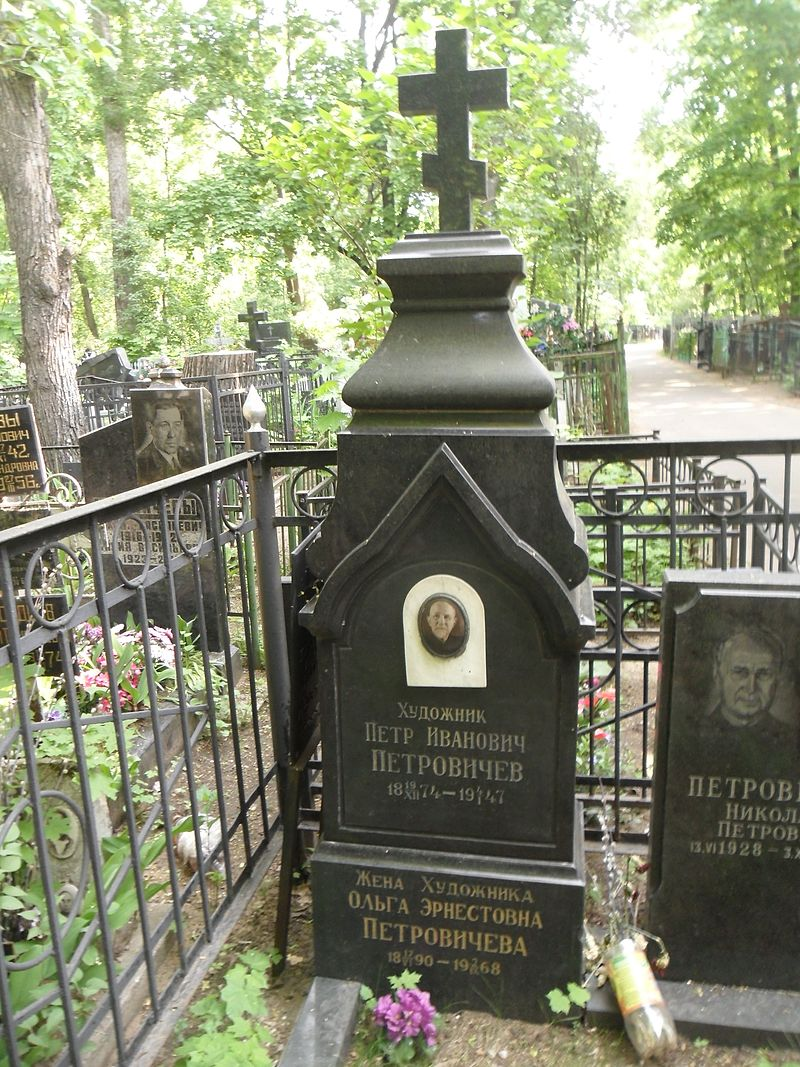
Могила Петровичева на Ваганьковском кладбище

Родился в д. Высоково Угодической волости Ростовского уезда Ярославской губернии (ныне Ярославская область). Получил начальное художественное образование в Ростовском музее церковных древностей, где познакомился с Василием Верещагиным который и посоветовал продолжить учёбу в Москве.
Учился в Московском училище живописи, ваяния и зодчества (1892—1903) у Исаака Левитана и Валентина Серова. Окончил училище с большой серебряной медалью и званием «классного художника».
Член Товарищества передвижных художественных выставок и Союза русских художников (с 1911; экспонент с 1905).
В 1910 году принимал участие в XXXVIII выставке Товарищества передвижных художественных выставок (в Москве и Петербурге) и в VII выставке картин «Союза русских художников». В 1911 году архитектурные пейзажи и интерьеры Петровичева были приобретены в галерею П. М. и С. М. Третьяковых, музей Александра III и музей Академии художеств.
В 1917 году состоялась первая персональная выставка Петровичева, которая экспонировалась с 7 октября по 5 ноября в Художественном салоне на Большой Дмитровке. В этом же году женился на Ольге Эрнестовне Матисен.
В 1924 году на выставке русского искусства в Нью-Йорке были представлены одиннадцать работ Петровичева. В 1927—1928 годах он участвовал в организации нового общества «Объединение художников-реалистов», на выставке которого демонстрировал свои работы.
В 1936 году принял участие в первой выставке художников-пейзажистов, организованной в Москве, где экспонировал 15 живописных работ.

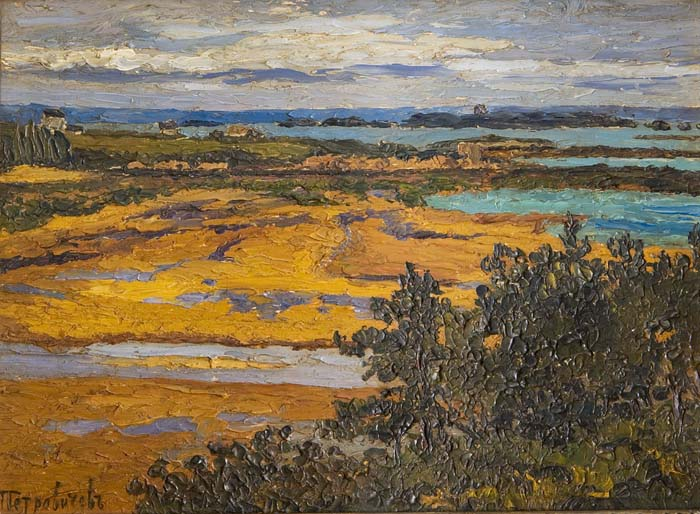
Пейзаж на берегу моря

В 1937—1943 годах преподавал живопись и рисунок в Московском областном художественном училище памяти 1905 года.
В годы Великой Отечественной войны принимал участие в ночных дежурствах, копал рвы, строил заграждения, за что был награждён медалью «За доблестный труд в годы Великой Отечественной войны».
Умер 4 января 1947 года в Москве, похоронен на Ваганьковском кладбище (45 уч.).

## Выставки
2015
- «Серебряный день», Архивная копия от 2 августа 2017 на Wayback Machine галерея Открытый клуб, Москва

## Память
- В 1988 году в издательстве «Советский художник» была издана книга «П. И. Петровичев»[5]
- В Ростове именем художника названа одна из улиц
- В музее-заповеднике «Ростовский кремль» действует постоянная экспозиция и виртуальный музей Петровичева